# Gejang

Przykład potrawy

Gejang lub Gejeot (hangul: 게장, 게젓) – odmiana jeotgal; solone, fermentowane owoce morza występujące w kuchni koreańskiej, najczęściej przyrządzane poprzez marynowanie świeżych, surowych krabów w ganjang (sos sojowy), lub w innym sosie bazującym na papryce chilli. Termin pochodzi od dwóch słów, ge oznaczającym kraba, oraz jang oznaczającym przyprawę.